# Rhizoid

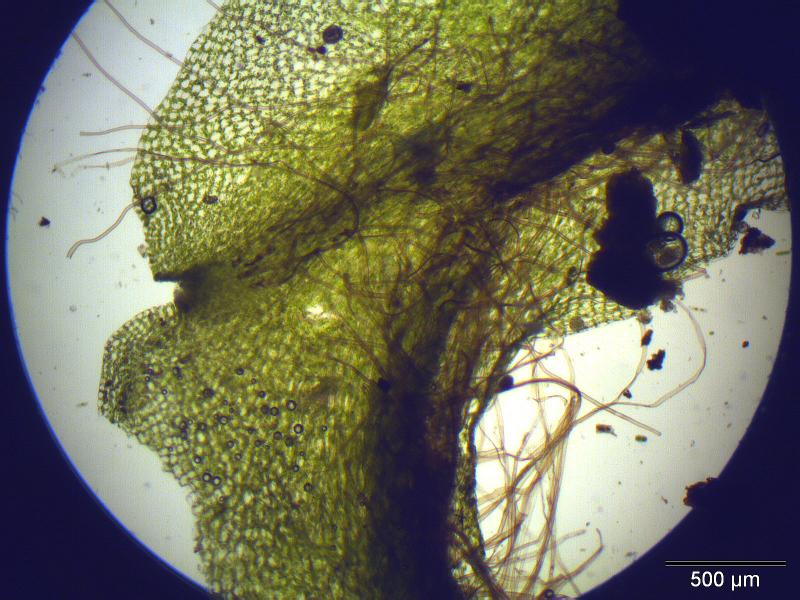
Encelliga rhizoider på undersidan av levermossan Pellia endiviifolia.

Rhizoid är en rotliknande del av en växt eller svamp. Den ger fäste och stöd och bidrar till absorption av vatten. 
På svampar är rhizoiderna små förgreningar på hyferna som växer nedåt. De utsöndrar enzymer som sönderdelar omkringliggande organiskt material så att det kan användas av svampen. 
På landlevande växter är rhizoiderna mycket tunna utväxter. De finns inte på alla växter. De kan vara encelliga (levermossor och kärlväxter) eller flercelliga (mossor och kärlväxter). 
Mossor saknar rötter men har rhizoider istället som fäster dem vid underlaget.